# Elio Volpi
Elio Volpi es un deportista italiano que compitió en judo. Ganó una medalla de bronce en el Campeonato Europeo de Judo de 1951, en la categoría 1.er kyu.

## Palmarés internacional
| Campeonato Europeo | Campeonato Europeo | Campeonato Europeo | Campeonato Europeo |
| Año                | Lugar              | Medalla            | Categoría          |
| ------------------ | ------------------ | ------------------ | ------------------ |
| 1951               | París (Francia)    | Medalla de bronce  | 1.er kyu           |